# Chrysopa himalayana
Chrysopa himalayana là một loài côn trùng trong họ Chrysopidae thuộc bộ Neuroptera. Loài này được Ghosh miêu tả năm 1986.